# Torben Lund
Torben Lund, född 6 november 1950 i Vejle, är en dansk f.d. socialdemokratisk politiker och minister samt programledare på dk4. Han var folketingsledamot 1981-1998.
Torben Lund kom från en arbetarfamilj och växte upp i Vejle. Som 17-åring blev han ordförande av Danmarks Socialdemokratiske Ungdoms (DSU) lokalavdelning i staden. Han tog juristexamen från Aarhus universitet 1976 och var därefter advokatfullmäktig (1976-1979) och advokat (1979-1982) i Vejle. Han var samtidigt ledamot i Vejle kommunfullmäktige (1978-1981) och blev därefter invald i Folketinget 1981, där han satt till 1998. Han var bl.a. ledamot i hälsoutskottet. Han tillhörde partiets vänsterfalang och ingick i kretsen kring partiledaren Svend Auken. Från 1986 var han ledamot i Socialdemokratiets partistyrelse samt ledamot i partiets verkställande utskott (1987-1992 & 1994-1998). Han var även ordförande av Landsforeningen UNGBO (1986-1991), en paraplyorganisation av bl.a. kommuner och allmännyttiga bostadsbolag som hade etablering av bostäder för unga som mål. Han anklagades för att ha förskingrat organisationens pengar, men friades från misstanke.
Då Poul Nyrup Rasmussen bildade sin fyrpartiregering i januari 1993 utsågs Lund till hälsominister. Under hans mandatperiod gjordes försök på att, inom två år (1993-1995), sänka väntetiderna inom sjukvården till maximalt 3 månader och öka kapaciteten inom hjärtkirurgin. Det gjordes också satsningar inom psykiatrin, bl.a. genom att flera vårdhem upprättades, och ökade anslag gjordes till information om HIV/Aids. Lund utmärkte sig som en motståndare av privata sjukhus. Då Nyrup Rasmussen gjorde en ommöblering av sin regering 1994 fick Lund avgå som minister. Han återvände till Folketinget som partiets politiska ordförande (1994-1998). Han lämnade Folketinget efter valet 1998 och blev invald i Europaparlamentet 1999, där han satt till 2004. Han blev programledare på TV-kanalen dk4 2003 och är sedan 2004 dess redaktör.
Sedan 1996 är Lund öppet homosexuell, då detta avslöjades i en bok skriven av medicindirektören Palle Juul-Jensen. Den senare anklagade Lund för att ha låtit sin sexualitet styra inställningen och den förda politiken inom området för HIV/Aids. I samband med detta gick Lunds efterträdare som hälsominister, Yvonne Herløv Andersen, också ut som homosexuell. Drottning Margrethe II bjöd 1998 in Lund och hans man, sociologen Claus Lauterup, till den årliga hovbalen för regeringen och folketingsledamöterna.
Lund har gjort sig känd som en skarp kritiker av Helle Thorning-Schmidt och den övriga ledningen av Socialdemokraterne. Han lämnade partiet 2007 och gick med i Socialistisk Folkeparti. Han har skrivit boken Hjertesag - i og uden for politik (2006).